# قائمة أمراء الدرعية قبل قيام الدولة السعودية الأولى

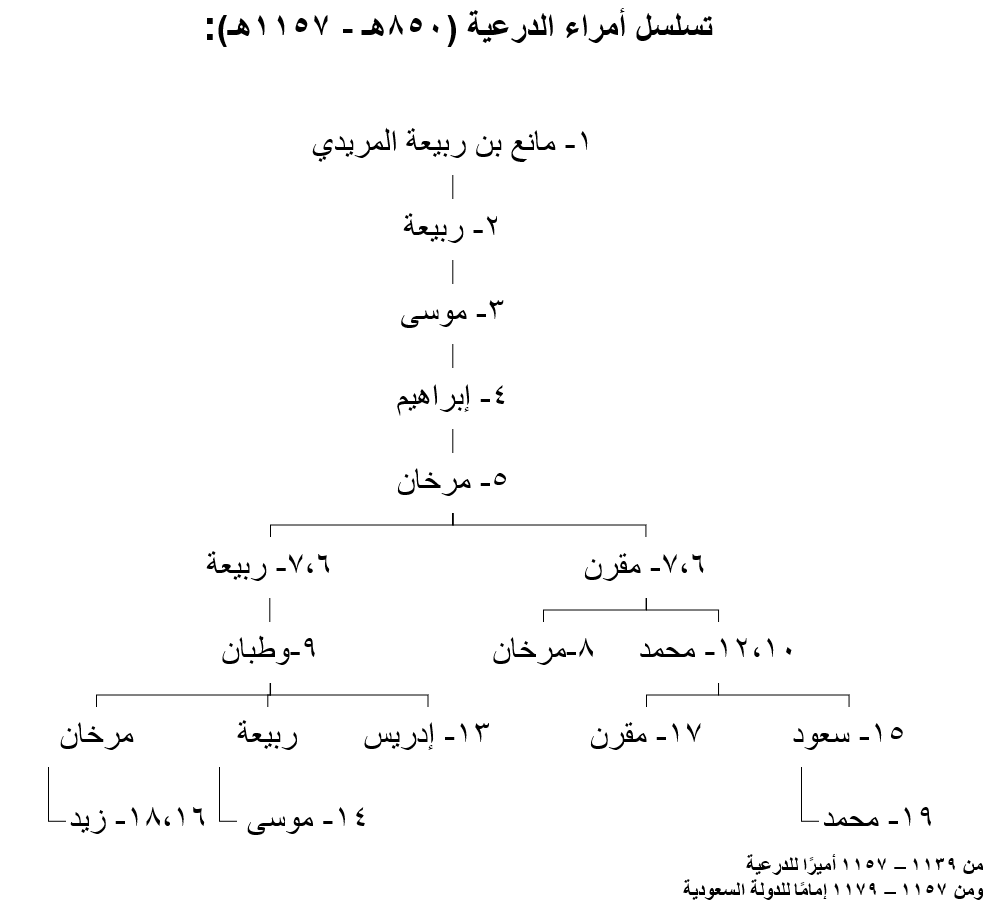
تسلسل أمراء الدرعية.

قائمة أمراء الدرعية قبل قيام الدولة السعودية الأولى هم مجموعة من الأمراء المنتمين إلى عشيرة المردة والذين حكموا إمارة الدرعية الأولى من سنة 850هـ/1447م حتى سنة 1139هـ/ 1727م عندما تولى الإمام محمد بن سعود الحكم في الدرعية، وهكذا تحولت الإمارة إلى الدولة السعودية.
تنص المصادر على أن مدينة الدرعية أسسها مانع بن ربيعة المريدي (الجد الأعلى للأسرة السعودية) في سنة 850هـ الموافقة لسنة 1447م، وذلك بعد أن نزح إلى هذه المنطقة، فنزلها ومن معه وعمّرها وأطلق عليها هذا الاسم.
بعد وفاة مانع تعاقبت سلالته على حكم الدرعية (تداول إمارتها فرعان هما «آل وطبان» و«آل مقرن») وازدادوا قوة وقاموا بتوسعة أراضيهم، ولم تزل هذه السلالة تتوارث الإمارة في الدرعية، حتى سنة 1106هـ/1695م تقريبًا إذ خرجت الإمارة من يد آل مانع المريدي فترة امتدت نحو أربع عشرة سنة، ثم عادت إليهم في سنة 1121هـ/1709م، واستمرت كذلك حتى حولها محمد بن سعود إلى دولة بعد اتفاق الدرعية في سنة 1157هـ/1744م، فقام بإجلاء آل وطبان من الدرعية، ولم يُتوف إلا وقد شمل نفوذ دولته الجديدة كثيرًا من البلدان في عدة أقاليم من نجد، وهكذا ابتدأ دور الإمامة في بيت آل سعود (قائمة حكام آل سعود).

## قائمة الأمراء

### من سنة 1446م حتى سنة 1695م
| #     | الأمير                                             | الفترة                                         | مُلاحظات |
| ----- | -------------------------------------------------- | ---------------------------------------------- | --- |
| 1     | مانع بن ربيعة المريدي                              | 850هـ/1446م - 858هـ/1454م أو 860هـ/1456م       | - مؤسس مدينة الدرعية وأول حكامها. - حكم حتى وفاته. |
| 2     | ربيعة بن مانع المريدي                              | 858هـ/1454م أو 860هـ/1456م                     | - ساعد والده في تأسيس الدرعية. - ثار عليه ابنه موسى وانتزع الإمارة منه، فلجأ ربيعة إلى العيينة وأقام بها حتى وفاته.                                                                                               |
| 3     | موسى بن ربيعة المريدي                              |                                                | - قام بغزو "آل يزيد" في "النعيمة" و"الوصيل"، وأجلاهم عن أراضيهم وألحقها بأراضي الدرعية. - حكم حتى وفاته. |
| 4     | إبراهيم بن موسى المريدي                            | ورد ذكره في سنة 981هـ/1573م                    | - حكم حتى وفاته. |
| 5     | مرخان بن إبراهيم المريدي                           |                                                | - تأمر ابناه ربيعة ومقرن مشتركين بعد وفاته. - انحصرت إمارة الدرعية في ذريته. |
| 6 - 7 | ربيعة بن مرخان المريدي وأخوه مقرن بن مرخان المريدي | ورد ذكرهما في سنة 1039هـ/1630م                 | - يُختلف فيمن تولى الإمارة بعد مرخان، والراجح أن الأخوين اقتسما الإدارة المحلية، بحيث يتولى أحدهما إدارة شؤون الدرعية، والآخر يتولى إدارة شؤون بلدة "غصيبة". - بقي ربيعة في الحكم حتى وفاته.                       |
| 8     | مرخان بن مقرن المريدي                              | توفي في سنة 1065هـ/1653م                       | - لم يرض أبناء عمه ربيعة بولاية مرخان وعدوه مغتصبًا لحقهم في الإمارة، لذلك ثاروا عليه وقتلوه. |
| 9     | وطبان بن ربيعة المريدي                             | تولى الإمارة في سنة 1065هـ/1653م               | - تشير بعض المصادر أن وطبان نفسه هو الذي باشر قتل مرخان بن مقرن. - هناك من أنه يذهب لم يستمر في الإمارة طويلًا وفر إلى الزبير خوفًا من انتقام أبناء عمه، والقول الآخر أنه قُتل على يد محمد بن مقرن ثأرًا لأخيه مرخان. |
| 10    | محمد بن مقرن المريدي                               |                                                | - تولى حكم الدرعية بعد وطبان بن ربيعة. |
| 11    | ناصر بن محمد المريدي                               | توفي في سنة 1084هـ/1672م                       | - مات مقتولًا. |
| 12    | محمد بن مقرن المريدي                               | 1084هـ/1672م - 1106هـ/1695م                    | - فترة حكمه الثانية. - شارك مع أهل حريملاء وزامل آل عثمان في مهاجمة بلدة سدوس سنة 1098هـ/1687م. |
| 13    | إدريس بن وطبان المريدي                             | 1106هـ/1695م - بين 1106هـ/1695م - 1108هـ/1697م | - قتل في السنة التالية من حكمه. - خرجت ولاية الدرعية بعد وفاته من يد أحفاد مانع بن ربيعة المريدي. |

### خروج الإمارة من يد أحفاد مانع المريدي 1695م - 1709م
| # | الأمير                | الفترة                                           | مُلاحظات                         |
| - | --------------------- | ------------------------------------------------ | ------------------------------- |
| - | سلطان بن حمد القبس    | بين 1106هـ/1695م - 1108هـ/1697م إلى 1120هـ/1708م | - حكم حتى مقتله.                |
| - | عبد الله بن حمد القبس | 1121هـ/1709م                                     | - قتل في السنة التالية من حكمه. |

### عودة الإمارة إلى أحفاد مانع المريدي 1709م - 1744م
| #  | الأمير                | الفترة                           | مُلاحظات |
| -- | --------------------- | -------------------------------- | --- |
| 14 | موسى بن ربيعة المريدي | 1121هـ/1709م - 1132هـ/1720م      | - بعد مقتل عبد الله القبس عادت إمارة الدرعية إلى أحفاد مانع المريدي. - ثار عليه أهل الدرعية وخلعوه من الإمارة ونفوه من الدرعية. - لجأ إلى العيينة وعاش هناك حتى قتل في سنة 1139هـ/1727م برصاصة طائشة.                                                                                               |
| 15 | سعود بن محمد المريدي  | 1132هـ/1719م - 1137هـ/1724م      | - بايعه أهل الدرعية بعد خلع موسى بن ربيعة. - هو جد الأسرة السعودية الذي تنتسب إليه. - حكم حتى وفاته. |
| 16 | زيد بن مرخان المريدي  | تولى الإمارة في سنة 1137هـ/1724م | - ثار عليه مقرن بن محمد بن مقرن وانتزع الإمارة منه. |
| 17 | مقرن بن محمد المريدي  | توفي في سنة 1139هـ/1727م         | - تشير المصادر أن مقرن كان يريد التخلص من زيد بن مرخان، فطلب منه أن يقابله، إلا أن زيد خشي منه، وقال له لا آتيك حتى يكفلك محمد بن سعود ومقرن بن عبد الله بن مقرن، فكفلاه، وبناء على ذلك جاء زيد لمقابلة مقرن، فهم بقتل زيد، فوثب عليه محمد بن سعود ومقرن بن عبد الله وقتلاه وفاء بعدهما بحماية زيد. |
| 18 | زيد بن مرخان المريدي  | 1139هـ/1727م                     | - فترة حكمه الثانية. - قتل في العيينة. |
| 19 | محمد بن سعود المريدي  | 1139هـ/1727م - 1157هـ/1744م      | - بايعه أهل الدرعية أميرًا عليهم بعد مقتل زيد. - تقسم فترة حكمه إلى قسمين: 1. فترة إمارة للدرعية: 1139هـ/1727م - 1157هـ/1744م. 2. فترة الإمامة بعد لقائه بمحمد بن عبد الوهاب وعقد ما يعرف باتفاق الدرعية بينهما: 1157هـ/1744م - 1179هـ/1765م.                                                        |